# Kelemen (keresztnév)
A Kelemen férfinév  a latin Clemens névből ered,  amelynek jelentése: jámbor, szelíd, jóságos.  Női párja: Klemencia.   

## Rokon nevek
- Kelen:[1] régi magyar személynév, lehet, hogy a Kelemen régi Kelem rövidülésének a változata.[2]

## Gyakorisága
Az 1990-es években a Kelemen és a Kelen szórványos név, a 2000-es években nem szerepelnek a 100 leggyakoribb férfinév között.

## Névnapok
Kelemen, Kelen:
- március 15.[2]
- április 22.[2]
- november 23.[2]

## Idegen nyelvi változatai
- Klement (cseh)
- Clemens

## Híres Kelemenek és Kelenek
- Alexandriai Szent Kelemen görög teológus, apologéta és egyházi író
- Clemens Brentano német költő
- Klement Gottwald cseh kommunista politikus, Csehszlovákia miniszterelnöke
- Mikes Kelemen erdélyi író
- Zabolai Mikes Kelemen honvéd ezredes
- Kliment Turnovszki bolgár pátriárka, miniszterelnök

### Pápák
- Lásd: Kelemen pápa (egyértelműsítő lap)